# Іспіна
Іспіна (пол. Ispina) — село в Польщі, у гміні Дрвіня Бохенського повіту Малопольського воєводства.
Населення — 380 осіб (2011).
У 1975-1998 роках село належало до Краківського воєводства.

## Демографія
Демографічна структура станом на 31 березня 2011 року:
|          | Загалом | Допрацездатний вік | Працездатний вік | Постпрацездатний вік |
| -------- | ------- | ------------------ | ---------------- | -------------------- |
| Чоловіки | 195     | 48                 | 125              | 22                   |
| Жінки    | 185     | 41                 | 104              | 40                   |
| Разом    | 380     | 89                 | 229              | 62                   |